# Liste de peintures d'Antoine van Dyck
Cette page établit la liste des peintures d'Antoine van Dyck (1599 - 1641).

## Première période anversoise
| Tableau | Titre                                                                           | Date           | Dimensions                                             | Référence              | Lieu de conservation                                          |
| ------- | ------------------------------------------------------------------------------- | -------------- | ------------------------------------------------------ | ---------------------- | ------------------------------------------------------------- |
|         | Portrait d'un homme âgé                                                         | 1613           | 117 × 100 cm                                           | Musée                  | Musée Oldmasters, Bruxelles N° Inventaire 6255                |
|         | Autoportrait                                                                    | 1613-1614      | 26 × 20 cm huile sur bois                              | Musée                  | Académie des beaux-arts de Vienne                             |
|         | Le Christ portant sa Croix                                                      | 1613-1620      | 87 × 68 cm                                             | Musée                  | Musei di Strada Nuova, Gênes                                  |
|         | Saint Paul                                                                      | 1615-1617      | 43 × 32 cm (huile sur bois)                            | Catalogue d'exposition | collection privée, à Jeffersontown (Kentucky)                 |
|         | Vieillard, tête d'étude                                                         | 1616-1617      | 61 × 45 cm                                             | Musée                  | Musée du Louvre, Paris                                        |
|         | L'Entrée du Christ à Jérusalem                                                  | 1617           |                                                        | Musée                  | Indianapolis, Museum of Art                                   |
|         | Tête de vieil homme, étude pour Abraham                                         | 1617           | 54,5 × 40,7 cm                                         | Musée                  | Musée des Beaux-Arts d'Orléans                                |
|         | Abraham et Isaac                                                                | 1617           | 119 × 178 cm                                           | Base Joconde           | Galerie nationale à Prague                                    |
|         | Les Préparatifs du martyre de saint Sébastien                                   | 1617-1618      | 144 × 117 cm                                           | Base Atlas             | Paris, musée du Louvre                                        |
|         | Tête de jeune homme                                                             | 1617-1618      | 51 × 41,5 cm                                           | Musée                  | National Gallery of Art, Washington                           |
|         | Portrait d'homme                                                                | 1617-1618      | 105 × 72 cm huile sur bois                             | Attribué à Van Dyck    | musée Herzog Anton Ulrich, Brunswick                          |
|         | Tête de saint Pierre                                                            | 1617-1618      | 63 × 51,5 cm                                           | Musée                  | Saint-Pétersbourg, musée de l'Ermitage                        |
|         | Portrait d'un couple marié                                                      | 1617-1618      | 112 × 131 cm                                           | Musée                  | Musée des beaux-arts de Budapest                              |
|         | Jupiter et Antiope                                                              | 1617-1618      | 150 × 206 cm                                           | Musée                  | Musée des beaux-arts de Gand                                  |
|         | Silène ivre                                                                     | 1617-1618      | 107 × 90 cm                                            | Base RKD               | Gemäldegalerie Alte Meister, Dresde                           |
|         | Silène ivre soutenu par un faune et une bacchante                               | 1617-1618      | 133 × 109 cm                                           | Musée                  | Musée Old Masters, Bruxelles                                  |
|         | Le Christ en Croix entre la Vierge, saint Jean et sainte Madeleine              | 1617-1619      | 330 × 282 cm                                           | Base Joconde           | Paris, musée du Louvre                                        |
|         | Portrait d'homme avec une collerette enfilant ses gants                         | 1617-1620      | 103 × 73 cm huile sur bois                             | Base RKD               | Gemäldegalerie Alte Meister, Dresde                           |
|         | Tête d'étude d'un vieil homme à la barbe blanche                                | 1617-1620      | 66 × 51,5 cm                                           | Musée                  | New York, The Metropolitan Museum of Art                      |
|         | La Descente de l'Esprit saint                                                   | 1617-1620      | 261 × 214 cm                                           | Base RKD               | palais de Sanssouci, Potsdam                                  |
|         | L'Apôtre Simon                                                                  | 1617-1621      | 63 × 48 cm huile sur bois                              | Base RKD               | Gemäldegalerie Alte Meister, Dresde                           |
|         | Saint Jérôme                                                                    | 1617-1621      | 196 × 217 cm                                           | Base RKD               | Gemäldegalerie Alte Meister, Dresde                           |
|         | Portrait de vieil homme                                                         | 1618           | 66 × 52 cm                                             | Base RKD               | Gemäldegalerie Alte Meister, Dresde                           |
|         | Portrait de vieille femme                                                       | 1618           | 65,5 × 50,5 cm                                         | Base RKD               | Gemäldegalerie Alte Meister, Dresde                           |
|         | Portrait d'une femme flamande                                                   | 1618           | 123 × 90 cm                                            | Musée                  | National Gallery of Art, Washington                           |
|         | Portrait d'un homme de 57 ans                                                   | 1618           | 106 × 73 cm huile sur bois                             | Base RKD               | Musée Liechtenstein, Vienne                                   |
|         | Portrait d'une femme de 58 ans                                                  | 1618           | 104 × 76 cm huile sur bois                             | Base RKD               | Musée Liechtenstein, Vienne                                   |
|         | L'Apôtre Pierre                                                                 | 1618           | 63 × 46 cm huile sur bois                              | Base RKD               | Gemäldegalerie Alte Meister, Dresde                           |
|         | L'Apôtre Matthieu                                                               | 1618           | 63 × 46 cm huile sur bois                              | Base RKD               | Gemäldegalerie Alte Meister, Dresde                           |
|         | L'Apôtre Paul                                                                   | 1618           | 63 × 46 cm huile sur bois                              | Base RKD               | Gemäldegalerie Alte Meister, Dresde                           |
|         | L'Apôtre Barthélemy                                                             | 1618           | 62 × 46 cm huile sur bois                              | Base RKD               | Gemäldegalerie Alte Meister, Dresde                           |
|         | L'Apôtre Simon                                                                  | 1618           | 64 × 48 cm                                             | Musée                  | Los Angeles, The Jean-Paul Getty Museum of Art                |
|         | Portrait d'homme                                                                | 1618           | 106 × 73 cm                                            | Musée                  | Metropolitan Museum of Art, New York                          |
|         | Portrait d'une jeune femme et son enfant                                        | 1618           | 131 × 102 cm                                           | Musée                  | Saint-Pétersbourg, musée de l'Ermitage                        |
|         | Portrait de jeune homme                                                         | 1618           | 64,5 × 49,5 cm                                         | Base RKD               | Gemäldegalerie Alte Meister, Dresde                           |
|         | Portrait de Jacob de Witte (1591-1631) Pendant de Maria Nuntius                 | 1618-1619      | 93 × 73 cm                                             | Base RKD               | Collection privée Ferrer-Salat, Barcelone                     |
|         | Portrait de Maria Nutius (1601-1661) pendant de Jacob de Witte                  | 1618-1619      | 93 × 73 cm                                             | Base RKD               | Collection privée Ferrer-Salat, Barcelone                     |
|         | Étude de tête d'une jeune femme                                                 | 1618-1620      | 56 × 41 cm Huile sur papier transférée sur bois        | Musée                  | Metropolitan Museum of Art, New York                          |
|         | L'Arrestation du Christ                                                         | 1618-1620      | 142 × 113 cm                                           | Musée                  | Minneapolis Institute of Art                                  |
|         | L'Arrestation du Christ                                                         | 1618-1620      | 344 × 253 cm                                           | Musée                  | Musée du Prado, Madrid                                        |
|         | Le Christ et le petit saint Jean avec un agneau                                 | 1618-1620      | 131 × 75 cm                                            | Musée                  | Musée du Prado, Madrid                                        |
|         | Le Mariage mystique de sainte Catherine                                         | 1618-1620      | 124 × 174 cm                                           | Musée                  | Musée du Prado, Madrid                                        |
|         | Le Serpent d'airain                                                             | 1618-1620      | 207 × 234 cm                                           | Musée                  | Musée du Prado, Madrid                                        |
|         | Le Couronnement d'épines                                                        | 1618-1620      | 225 × 197 cm                                           | Musée                  | Musée du Prado, Madrid                                        |
|         | Tête de vieillard                                                               | 1618-1620      | 47 × 36 cm                                             | Musée                  | Musée du Prado, Madrid                                        |
|         | Tête de vieillard                                                               | 1618-1620      | 45 × 34 cm                                             | Musée                  | Musée du Prado, Madrid                                        |
|         | Trois Études de tête                                                            | 1618-1620      | 47 × 77 cm couleur sur toile montée sur bois           | Musée                  | Kunsthistorisches Museum, Vienne n° GG_2631                   |
|         | Tête de femme rousse ou Étude d'une femme en attente                            | 1618-1620      | 49 × 46 cm huile sur papier monté sur panneau de chêne | Musée                  | Kunsthistorisches Museum de Vienne n° GG_514                  |
|         | Pietà                                                                           | 1618-1620      | 99 × 74,5 cm                                           | Musée                  | Kunsthistorisches Museum de Vienne                            |
|         | Samson et Dalila                                                                | 1618-1620      | 152 × 232 cm                                           | Musée                  | Londres, Dulwich Picture Gallery                              |
|         | Saint Jean l’Évangéliste                                                        | 1618-1620      | 64 × 51 cm                                             | Musée                  | Musée des beaux-arts de Budapest                              |
|         | Portrait d'homme                                                                | 1618-1620      | 123 × 92,5 cm                                          | Collection             | Royal Collection                                              |
|         | L'Apôtre Matthieu                                                               | 1618-1620      | 83,5 × 72,5 cm                                         |                        | Fondation Roi Baudouin, Maison de Rubens, Anvers              |
|         | Saint Jérôme                                                                    | 1618-1620      | 165 × 130 cm                                           | Musée                  | musée Boijmans Van Beuningen, Rotterdam                       |
|         | Saint Jérôme                                                                    | 1618-1620      | 115 × 82 cm                                            | Biblio                 | Collection Heinz Kisters, Kreuzlingen, Suisse                 |
|         | Saint Jérôme pénitent                                                           | 1618-1620      | 100 × 71 cm                                            | Musée                  | Musée du Prado, Madrid                                        |
|         | Portrait de Frans Snyders et de sa femme                                        | 1618-1620      | 82 × 110 cm                                            | Musée                  | Gemäldegalerie Alte Meister (Cassel)                          |
|         | Portrait d'une Dame                                                             | 1618-1621      | 119 × 92 cm                                            | Base RKD               | musée d'art d'El Paso                                         |
|         | Suzanne et les vieillards                                                       | 1618-1621      | 194 × 144 cm                                           | Base RKD               | Alte Pinakothek, Munich                                       |
|         | Portrait d'homme                                                                | 1619           | 38 × 59 cm                                             | Musée                  | Musée Old Masters, Bruxelles                                  |
|         | Saint Matthieu                                                                  | 1619           | 65 × 48 cm huile sur bois                              | Musée                  | Yale University Art Gallery, New Haven n° 1959.45             |
|         | Portrait d'un homme, en pied peut-être un membre de la famille Vinck            | 1619           | 199 × 126 cm (huile sur toile marouflée sur bois)      | Base KD                | musée royal des beaux-arts d'Anvers N° 544                    |
|         | La Déposition de Croix                                                          | 1619           | 207 × 137 cm                                           | Base RKD               | Oxford, Ashmolean Museum                                      |
|         | Etude de tête de voleur                                                         | 1619           | 56,5 × 46,5 cm                                         | Musée                  | Kunsthistorisches Museum de Vienne                            |
|         | Le Christ guérissant le paralytique                                             | 1619           | 120 × 149 cm                                           | Collection             | Palais de Buckingham                                          |
|         | Saint Jude Thaddée                                                              | vers 1618-1620 | 63 × 47 cm                                             | Musée du Louvre        | Musée de la Cour d'Or, Metz                                   |
|         | Théodose empêché par saint Ambroise de pénétrer dans la cathédrale de Milan     | 1619-1620      | 149 × 113 cm                                           | Musée                  | Londres, National Gallery                                     |
|         | Portrait d'homme dit autrefois Portrait de syndic                               | Vers 1620      | 117 × 98 cm                                            | Musée                  | musée Jacquemart-André, Paris                                 |
|         | L'Apôtre Jude-Thadée                                                            | 1619-1621      | 61,5 × 49,5 cm                                         | Musée                  | Kunsthistorisches Museum de Vienne                            |
|         | L'Apôtre Philippe                                                               | 1619-1621      | 64,5 × 50,5 cm                                         | Musée                  | Kunsthistorisches Museum de Vienne                            |
|         | L'Apôtre Simon                                                                  | 1619-1621      | 64 × 51,5 cm                                           | Musée                  | Kunsthistorisches Museum de Vienne                            |
|         | Les Deux Saints Jean                                                            | 1620           | 63 × 49 cm                                             | Musée                  | Académie royale des beaux-arts de San Fernando, Madrid n° 625 |
|         | Jaspar de Charles van Nieuwenhoven                                              | 1620           | 75 × 100 cm                                            | Musée                  | Musée des beaux-arts de Houston                               |
|         | Portrait du peintre de paysages Jan Wildens                                     | 1620           | 223 × 196 cm                                           | Musée                  | Château de Siegen                                             |
|         | Portrait de Frans Snyders                                                       | 1620           | 142,5 × 105,5 cm                                       | Musée                  | New York, The Frick Collection                                |
|         | Portrait de Margareta de Vos, épouse de Frans Snyders                           | 1620           | 131 × 99,5 cm                                          | Musée                  | New York, The Frick Collection                                |
|         | La Vierge à l'enfant                                                            | 1620           | 64 × 49 cm huile sur bois                              | Musée                  | Metropolitan Museum of Art, New York                          |
|         | Étude d'un saint (saint Hubert ?)                                               | 1620           | 49 × 37 cm                                             | Musée                  | musée national de Varsovie (MNW)                              |
|         | Un cheval gris                                                                  | 1620           | 47,5 × 43,5 cm                                         | Musée                  | Londres, Dulwich Picture Gallery                              |
|         | Portrait équestre de l'Empereur Charles Quint                                   | 1620           | 191 × 123 cm                                           | Google Arts            | musée des Offices, Florence                                   |
|         | Portrait d'un couple marié                                                      | 1620           | 120 × 154 cm                                           | Musée                  | musée national d'Australie-Méridionale, Adélaïde              |
|         | Portrait de Cornélius van der Geest                                             | 1620           | 37 × 32 cm                                             | Musée                  | National Gallery Londres                                      |
|         | Portrait de vieille femme                                                       | 1620           | 74,5 × 55,5 cm                                         | Musée                  | Cambridge, The Fitzwilliam Museum                             |
|         | Dédale et Icare                                                                 | 1620           | 115,5 × 86,5 cm                                        | Musée                  | Toronto, Art Gallery of Ontario                               |
|         | Paysage au soleil couchant avec un berger et son troupeau (attribué à Van Dyck) | 1620           | 107 × 158 cm                                           | Musée                  | Dulwich Picture Gallery                                       |
|         | Portrait du peintre Marten Pepyn                                                | 1620           | 74 × 58 cm                                             | Musée                  | musée royal des beaux-arts d'Anvers                           |
|         | Portrait de Mark-Antoine Lumagne                                                | 1620           | 124 × 95 cm                                            | Musée                  | musée de l'Ermitage, Saint-Pétersbourg                        |
|         | Portrait d'homme                                                                | 1620           | 32 × 24 cm                                             | Site Sotheby's         | Vente Sotheby's Amsterdam janvier 2014                        |
|         | Le Baiser de Judas                                                              | 1620           | 344 × 249 cm                                           | Musée                  | Musée du Prado, Madrid                                        |
|         | Portrait de femme et son enfant                                                 | 1620-1621      | 131,5 × 106 cm                                         | Musée                  | Londres, National Gallery                                     |
|         | Portrait de Marie Clarisse, épouse de Jan Woverius, avec son enfant             | 1620-1621      | 105 × 76 cm sur panneau de chêne                       | Base RKD               | Gemäldegalerie Alte Meister, Dresde                           |
|         | La Charité de saint Martin                                                      | 1620-1621      | 258 × 242,5 cm                                         | Collection             | Royal Collection, château de Windsor                          |
|         | Portrait d'un homme (Paul de Vos ?)                                             | 1620-1621      | 75 × 58 cm                                             | Musée                  | Kunsthistorisches Museum de Vienne                            |
|         | Les Préparatifs du martyre de saint Sébastien                                   | 1620-1621      | 230 × 163 cm                                           | Musée                  | National Gallery of Scotland, Edimbourg                       |
|         | Portrait de Thomas Howard, comte d'Arundel                                      | 1620-1621      | 103 × 79 cm                                            | Musée                  | J. Paul Getty Museum, Los Angeles                             |
|         | Portrait d'homme                                                                | 1620-1621      | 115,5 × 90 cm                                          | Musée                  | Kansas City, The Nelson-Atkins Museum of Art                  |
|         | Portrait d'homme                                                                | 1620-1621      | 142 × 112 cm                                           | Musée                  | Musée Calouste-Gulbenkian, Lisbonne                           |
|         | Sir Georges Villiers et Lady Katherine Manners en Adonis et Vénus               | 1620-1621      |                                                        | Livre Gallimard        | Londres, Derek Johns Ltd                                      |
|         | Autoportrait                                                                    | 1620-1621      | 120 × 88 cm                                            | Musée                  | Metropolitan Museum of Art, New York                          |
|         | Portrait de Guillaume Richardot et de son fils                                  | 1620-1625      | 115 × 82 cm                                            | Base Atlas             | Musée du Louvre, Paris                                        |
|         | La Madeleine repentante                                                         | 1620-1635      | 169 × 148 cm                                           | Base RKD               | Rijksmuseum, Amsterdam                                        |
|         | Saint Martin et le Mendiant                                                     | 1621           | 172 × 158 cm huile sur panneau                         | Base RKD               | église Saint-Martin, Zaventem, Belgique                       |
|         | Portrait de famille                                                             | 1621           | 113,5 × 93,5 cm                                        | Musée                  | Saint-Pétersbourg, musée de l'Ermitage                        |
|         | Portrait d'Isabella Brant                                                       | 1621           | 153 × 120 cm                                           | Musée                  | National Gallery of Art, Washington                           |
|         | Portrait de Suzanne Fourment et sa fille                                        | 1621           | 172 × 117 cm                                           | Musée                  | National Gallery of Art, Washington                           |
|         | Portrait de Nicolaas Rockox                                                     | 1621           | 128 × 117 cm                                           | Musée                  | Musée de l'Ermitage, Saint-Pétersbourg                        |
|         | Tête de vieil homme                                                             | 1621           | 61 × 48,5 cm                                           | Musée                  | Saint-Pétersbourg, musée de l'Ermitage                        |
|         | Martyre de saint Sébastien                                                      |                | 199 × 158 cm                                           | Musée                  | Alte Pinakothek, Munich                                       |

## Période italienne (1621 - 1627)
| Tableau | Titre | Date      | Dimensions                           | Référence                                              | Lieu de conservation                               |
| ------- | --- | --------- | ------------------------------------ | ------------------------------------------------------ | -------------------------------------------------- |
|         | Portrait d'Agostino Pallavicini                                                                                | 1621      | 216 × 141 cm                         | Musée                                                  | J. Paul Getty Museum, Los Angeles                  |
|         | Portrait d'une veuve génoise assise vers la gauche                                                             | 1621-1622 | 203 × 118 cm                         | Base RKD                                               | Gemäldegalerie, Berlin                             |
|         | Autoportrait                                                                                                   | 1621-1622 | 81 × 70 cm                           | Base RKD                                               | Alte Pinakothek, Munich                            |
|         | Le Christ en Croix                                                                                             | 1621-1625 | 104,5 × 73 cm                        | Base RKD                                               | musée royal des Beaux-Arts d'Anvers                |
|         | La Vierge et l'Enfant et les pécheurs repentants                                                               | 1621-1627 | 132 × 137 cm                         | Base RKD                                               | Académie royale des beaux-arts de San Fernando     |
|         | Agostino Spinola, Comte def Tassarolo                                                                          | 1625-1627 | 121 × 137 cm                         | Musée                                                  | Cincinnati, Art Museum                             |
|         | Portrait de Giovanni Battista Cattaneo                                                                         | 1621-1627 | 73,5 × 60,5 cm                       | Musée                                                  | Londres, National Gallery                          |
|         | Portrait d'une femme debout avec des revers de manches rouges                                                  | 1621-1628 | 200 × 128 cm huile sur toile         | Base RKD                                               | Gemäldegalerie (Berlin)                            |
|         | Portrait de Teresia Shirley en robe orientale                                                                  | 1622      | 200 × 133 cm                         | Dossier de presse                                      | Egremont Collection, Petworth House (Sussex)       |
|         | Portrait de Sir Robert Shirley                                                                                 | 1622      | 200 × 133 cm                         | Dossier de presse                                      | Egremont Collection, Petworth House, Sussex        |
|         | Portrait de Dame carton préparatoire de "La Dame d'Or"                                                         | 1622      | 34 × 27 cm huile sur carton marouflé | faisait partie des collections de Ferdinand de Médicis | Palais Pitti, Appartements royaux, Florence        |
|         | Portrait de Catherine Durazzo Adorno dit "La Dame d'Or"                                                        | 1622      | 220 × 150 cm                         | Base RKD                                               | Palazzo Reale, Gênes n° 802                        |
|         | Portrait d'une noble génoise ou Portrait de Luigia Cattaneo-Gentile                                            | 1622      |                                      | Base Joconde                                           | Musée des Beaux-Arts de Strasbourg                 |
|         | Portrait de Lucas Van Uffel                                                                                    | 1622      | 124 × 1 001 cm                       | Musée                                                  | Metropolitan Museum of Art, New York               |
|         | Portrait de Lucas Van Uffel                                                                                    | 1622      |                                      | Catalogue d'exposition                                 | Musée Herzog Anton Ulrich, Brunswick               |
|         | Portrait d'homme (Virginio Cesarini, 1595-1624)                                                                | 1622-1623 | 104 × 86 cm                          | Musée                                                  | Musée de l'Ermitage, Saint-Pétersbourg             |
|         | Portrait de George Gage avec deux hommes                                                                       | 1622-1623 | 115 × 114 cm                         | Musée                                                  | Londres, National Gallery                          |
|         | Autoportrait                                                                                                   | 1622-1623 | 116,5 × 93,5 cm                      | Musée                                                  | Saint-Pétersbourg, musée de l'Ermitage             |
|         | Portrait de jeune homme en armure ou Portrait d'un jeune général                                               | 1622-1624 | 115 × 104 cm                         | Musée                                                  | Kunsthistorisches Museum de Vienne                 |
|         | Portrait d'homme dit Portrait de Marcello Durazzo                                                              | 1622-1625 | 205 × 125 cm                         | Base RKD                                               | Galleria Franchetti, Ca' d'Oro, Venise             |
|         | Portrait d'une femme appelée la marquise Durazzo                                                               | 1622-1625 | 113 × 96 cm                          | Musée                                                  | Metropolitan Museum of Art, New York               |
|         | Portrait d'un noble italien                                                                                    | 1622-1625 | 101,5 × 82,5 cm                      | Collection de l'Université                             | Rochester, Memorial Art Gallery                    |
|         | Diane et une nymphe, surprises par un satyre                                                                   | 1622-1627 | 144 × 163 cm                         | Musée                                                  | Musée du Prado, Madrid                             |
|         | Le Christ en Croix entre sainte Catherine de Sienne, saint Dominique et un ange                                | 1622-1627 | 317 × 248 cm                         | Musée                                                  | Musée royal des beaux-arts d'Anvers                |
|         | Portrait de la marquise Giovanna Cattaneo                                                                      | 1622-1627 | 102,5 × 86,5 cm                      | Musée                                                  | New York, The Frick Collection                     |
|         | Portrait du cardinal Guido Bentivoglio                                                                         | 1623      | 196 × 145 cm                         | Offert à Ferdinand II par un membre de la famille      | Galerie Palatine, palais Pitti, Florence           |
|         | Portrait de la marquise Elena Grimaldi Cattaneo, épouse du marquis Nicola Cattaneo, accompagnée d'un serviteur | 1623      | 243 × 138 cm                         | Musée                                                  | National Gallery of Art, Washington                |
|         | Portrait de Filippo Cattaneo enfant                                                                            | 1623      | 122,5 × 84 cm                        | Musée                                                  | Washington, The National Gallery of Art            |
|         | Portrait de Maddalena Cattaneo enfant                                                                          | 1623      | 122,5 × 84 cm                        | Musée                                                  | Washington, The National Gallery of Art            |
|         | Portrait du sénateur Alessandro Giustiniani Longo et de sa femme                                               | 1623      |                                      | Livre "Portrait"                                       | Gemäldegalerie (Berlin)                            |
|         | Portrait de la marquise Balbi                                                                                  | 1623      | 196 × 133 cm                         | Musée                                                  | National Gallery of Art, Washington                |
|         | Portrait de la marquise Lomellini avec ses enfants, en prière                                                  | 1623      | 221 × 152 cm                         | Musée                                                  | Musée d'art de São Paulo                           |
|         | Portrait de Alessandro Giustiniani-Longo                                                                       | 1622-1623 | 203 × 117 cm                         | Base RKD                                               | Gemäldegalerie, Berlin                             |
|         | Portrait du cardinal Domenico Rivarola                                                                         | 1623-1624 | 103.2 x 80 cm                        | Musée                                                  | Portland, Art Museum                               |
|         | Une dame génoise avec son enfant                                                                               | 1623-1625 | 218 × 146 cm                         | Musée                                                  | Cleveland, Museum of Art                           |
|         | Portrait d'homme (Desiderio Segno)                                                                             | 1624      | 127 × 101 cm                         | Base RKD                                               | Musée Liechtenstein, Vienne                        |
|         | Emmanuel-Philibert de Savoie, Prince d'Oneglia, vice-roi de Sicile                                             | 1624      | 126 × 99,5 cm                        | Musée                                                  | Dulwich Picture Gallery, Londres                   |
|         | Portrait de Policena Spinola, marquise de Leganés                                                              | 1624      | 204 × 130 cm                         | Musée                                                  | Musée du Prado, Madrid                             |
|         | Sainte Rosalie intercédant pour la fin de l'épidémie à Palerme                                                 | 1624      | 100 × 74 cm                          | Musée                                                  | Metropolitan Museum of Art, New York               |
|         | Sainte Rosalie en gloire                                                                                       | 1624      |                                      | Musée                                                  | Dépôt du Palais Abatellis, Palerme                 |
|         | Sainte Rosalie                                                                                                 | 1625      | 106 × 181 cm                         | Musée                                                  | Madrid, musée du Prado                             |
|         | Le Gentilhomme à l'épée Portrait présumé du peintre Jan Boeckhorst                                             | 1625      | 113 × 92 cm                          | Base Atlas                                             | Musée du Louvre, à Paris                           |
|         | Les Trois âges de l'homme                                                                                      | 1625      |                                      | Article sur une exposition                             | exposition, musée des beaux-arts d'Anvers mai 1999 |
|         | Portrait du sculpteur François Duquesnoy                                                                       | 1625      | 77 × 61 cm                           | Musée                                                  | Musée Oldmasters, Bruxelles                        |
|         | Portrait d'homme, probablement l'Abbé Cesare Alessandro Scaglia                                                | 1625      | 119 × 100 cm                         | Collection Mould                                       | Collection Philip Mould Ltd                        |
|         | Dame en robe noire                                                                                             | 1625      | 64 × 53 cm                           | Collection Mould                                       | Collection Philip Mould Ltd                        |
|         | Portrait du préfet Raffaele Raggi                                                                              | 1625      | 131 × 105,5 cm                       | Musée                                                  | Washington, The National Gallery of Art            |
|         | Christ à la pièce de monnaie                                                                                   | 1625      | 147 × 135 cm                         | Google Art                                             | Musei di Strada Nuova, Gênes                       |
|         | Vertumne et Pomone                                                                                             | 1625      | 142 × 197 cm                         | Base RKD avec Jan Roos                                 | Palazzo Bianco, Musei di Strada Nuova, Gênes       |
|         | Portrait d'une dame italienne                                                                                  | 1625      | 74 × 51 cm                           | Catalogue de Collection                                | Collection Bentinck-Thyssen, Luxembourg            |
|         | Portrait de Porzia Imperiale et de sa fille Maria Francesca                                                    | 1625      | 184 × 134 cm                         | Musée                                                  | Musée Oldmasters, Bruxelles                        |
|         | Le Christ apparaissant à ses disciples                                                                         | 1625-1626 | 147 × 110 cm                         | Musée                                                  | Musée de l'Ermitage, Saint-Pétersbourg             |
|         | Portrait des enfants Balbi                                                                                     | 1625-1627 | 219 × 151 cm                         | Musée                                                  | National Gallery Londres                           |
|         | La Vierge du rosaire                                                                                           | 1625-1627 | 397 × 278 cm                         | Base RKD                                               | Oratoire du Rosaire de Saint Dominique, Palerme    |
|         | Portrait d'un noble italien                                                                                    | 1625-1627 | 236 × 154 cm                         | Musée                                                  | National Gallery of Scotland, Edimbourg            |
|         | Portrait de la famille Lomellini                                                                               | 1625-1627 | 269 × 254 cm                         | Musée                                                  | National Gallery of Scotland, Edimbourg            |
|         | Portrait de femme                                                                                              | 1625-1627 | 74 × 60,5 cm                         | Musée                                                  | Londres, National Gallery                          |
|         | Portrait d'une noble génoise                                                                                   | 1625-1627 | 231 × 156,5 cm                       | Musée                                                  | New York, The Frick Collection                     |
|         | Portrait de Giovanni Vincenzo Imperiale                                                                        | 1626      | 129 × 105,5 cm                       | Musée                                                  | National Gallery of Art Washington                 |
|         | Portrait de Gian Vincenzo Imperiale, sénateur de la république de Gênes                                        | 1626      |                                      | Musée                                                  | Musée Old Masters, Bruxelles                       |
|         | Portrait d'une noble génoise avec son fils                                                                     | 1626      | 189 × 140 cm                         | Musée                                                  | National Gallery of Art Washington                 |
|         | Portrait de Paola Adorno, marquise di Brignole Sale                                                            | 1626      | 286 × 151 cm                         | Catalogue du musée                                     | Frick Collection, New York                         |
|         | Portrait d'une noble génoise                                                                                   | 1626-1627 | 239 × 170 cm                         | Base Atlas                                             | Paris, musée du Louvre                             |
|         | Portrait équestre d'Anton Giulio Brignole-Sale                                                                 | 1626-1627 | 286 × 151 cm                         | Google Art                                             | Musei di Strada Nuova Palazzo Rosso, Gênes         |
|         | La Sainte Famille                                                                                              | 1626-1628 | 106 × 83,5 cm                        | Musée                                                  | Kunsthistorisches Museum de Vienne                 |
|         | Portrait de Paola Adorno Brignole Sale Pendant du portrait équestre de son époux                               | 1627      | 286 × 151 cm                         | Google art                                             | Musei di Strada Nuova Palazzo Rosso, Gênes         |
|         | Portrait d'Ottaviano Canevari                                                                                  | 1627      | 130 × 99 cm                          | Musée                                                  | New York, The Frick Collection                     |
|         | Portrait des frères Lucas et Cornelis de Wael                                                                  | 1627      | 120 × 100 cm                         | Google Art                                             | Musées du Capitole, Rome                           |
|         | Portrait du marquis Ambrogio Spinola                                                                           | 1627      | 122 × 96,5 cm                        | Musée                                                  | Edimbourg, National Gallery of Scotland            |
|         | Portrait d'homme jouant du luth                                                                                | 1627      | 129 × 101 cm                         | Musée                                                  | Musée du Prado, Madrid                             |

## Seconde période anversoise (1627 - 1632)
| Tableau | Titre | Date           | Dimensions                              | Référence                                                           | Lieu de conservation                                |
| ------- | --- | -------------- | --------------------------------------- | ------------------------------------------------------------------- | --------------------------------------------------- |
|         | Comte Henri de Bergh                                                                                                  | 1625-1629      | 114 × 100 cm                            | Musée                                                               | Musée du Prado, Madrid                              |
|         | Portrait d'Henri de Bergh                                                                                             | 1625-1629      | 120,5 × 95,5 cm                         | Base Joconde Réplique autographe de la version du Prado             | Musée Condé, Chantilly                              |
|         | Portrait possible de Adriaan van der Borcht, un gentilhomme                                                           | 1634-1635      | 201 × 138 cm                            | Musée                                                               | Rijksmuseum, Amsterdam                              |
|         | Portrait d'une dame anciennement Portrait de la princesse de Barbançon                                                | 1626           | 117 × 91 cm                             | Base Joconde                                                        | Musée Condé, Chantilly                              |
|         | Portrait de l'évêque Joannes Malderus                                                                                 | 1626-1628      | 117 × 94 cm                             | Musée                                                               | musée royal des beaux-arts d'Anvers                 |
|         | Portrait du peintre d'histoire militaire, Pieter Snayers                                                              | 1626-1632      | couleur sur panneau de chêne 29 × 21 cm | Base RKD                                                            | Alte Pinakothek, Munich                             |
|         | Portrait d'Isabelle-Claire-Eugénie de Habsbourg (1566-1330) ou Portrait d'une veuve                                   | 1627           | 109 × 89 cm                             | Musée                                                               | Kunsthistorisches Museum de Vienne                  |
|         | Portrait de Pieter Stevens                                                                                            | 1627           | 112 × 99 cm                             | Base RKD                                                            | Mauritshuis, La Haye                                |
|         | Le Christ en Croix | 1627           | 105 × 73 cm                             | Musée Variante de celui peint pour le Prieur des Augustins d'Anvers | Madrid, musée Thyssen-Bornemisza                    |
|         | Portrait d'un membre masculin de la famille van der Borcht (peint par un disciple de Van Dyck)                        | c. 1635        | 205 × 136 cm                            | Musée                                                               | Amsterdam, Rijksmuseum                              |
|         | La Charité | 1627-1628      | 148 × 107 cm huile sur chêne            | Musée                                                               | National Gallery Londres                            |
|         | Portrait d'une dame de qualité et de sa fille                                                                         | 1627-1630      | 204 × 136 cm                            | Base Atlas                                                          | Paris, musée du Louvre                              |
|         | Portrait d'un homme de qualité et de son fils                                                                         | 1627-1630      | 204 × 137 cm                            | Base Atlas                                                          | Paris, musée du Louvre                              |
|         | Le Savant | 1627-1630      | 151 × 126,5 cm                          | Musée                                                               | New Haven, Yale University Art Gallery              |
|         | Le Miracle de la mule ou Le Miracle de saint Antoine de Padoue                                                        | 1627-1630      | 304 × 216 cm                            | Réunion des Musées Nationaux                                        | Palais des beaux-arts de Lille                      |
|         | Saint Antoine de Padoue                                                                                               | 1627-1630      | 190 × 89 cm                             | Musée                                                               | Musée Oldmasters Provient de l'église des capucins  |
|         | Saint François d'Assise                                                                                               | 1627-1630      | 191 × 88 cm                             | Musée                                                               | Musée Old Masters Provient de l'église des capucins |
|         | Le Christ en Croix | 1627-1630      | 400 × 250 cm                            | Musée                                                               | Palais des beaux-arts de Lille                      |
|         | La Vierge à l'enfant et les trois repentants                                                                          | 1627-1632      | 117 × 157 cm                            | Base Atlas                                                          | musée du Louvre, à Paris                            |
|         | Le Repos pendant la fuite en Égypte                                                                                   | 1627-1632      | 137 × 115 cm                            | Musée                                                               | Alte Pinakothek, Munich                             |
|         | Saint François d'Assise en extase                                                                                     | 1627-1632      | 123 × 105 cm huile sur bois             | Musée                                                               | Musée du Prado, Madrid                              |
|         | Portrait de l'organiste Hendrik Liberti                                                                               | 1627-1632      | 109 × 88 cm                             | Musée                                                               | Alte Pinakothek, Munich                             |
|         | Portrait d'homme | 1627-1632      | 63 × 58 cm                              | Base RKD                                                            | Cambridge, Fitzwilliam Museum                       |
|         | Portrait du musicien Henri Liberti                                                                                    | 1627-1632      | 107 × 97 cm                             | Musée                                                               | Musée du Prado, Madrid                              |
|         | Anna van Thielen, épouse du peintre Théodore Rombouts, et sa fille Anna Maria                                         | 1627-1635      | 123 × 90 cm huile sur panneau           | Musée                                                               | Alte Pinakothek, Munich                             |
|         | Le Peintre Theodore Rombouts                                                                                          | 1627-1635      | 123 × 90 cm huile sur panneau           | Musée                                                               | Alte Pinakothek, Munich                             |
|         | Portrait de Karel van Mallery                                                                                         | 1627-1635      | 84 × 100 cm                             | Musée                                                               | Galerie nationale d'Oslo                            |
|         | La Vierge à l'enfant                                                                                                  | 1628           | 147 × 109 cm                            | Musée                                                               | Cambridge, The Fitzwilliam Museum                   |
|         | Portrait de Nicolas Lanier                                                                                            | 1628           | 110 × 88 cm                             | Musée                                                               | Kunsthistorisches Museum de Vienne                  |
|         | Portrait d'Anna Wake                                                                                                  | 1628           | 112 × 99 cm                             | Musée                                                               | Mauritshuis, à La Haye                              |
|         | Portrait d'Isabella Waerbeke                                                                                          | 1628           | 120 × 94 cm                             | Musée                                                               | Londres, The Wallace Collection                     |
|         | Dame inconnue | 1628           | 106 × 75 cm                             | Musée                                                               | Musée du Prado, Madrid                              |
|         | La Dame à l'éventail                                                                                                  | 1628           | 110 × 97 cm                             | Musée                                                               | National Gallery of Art, Washington                 |
|         | Autoportrait en Pâris                                                                                                 | 1628           | 96 × 84 cm                              | Musée                                                               | Wallace Collection                                  |
|         | Endymion Porter | 1628           | 114 × 94 cm                             | Site Sotheby's                                                      | Vente Sotheby's 2009                                |
|         | Portrait de Jan Van Montfort                                                                                          | 1628           | 114 × 88 cm                             | Musée                                                               | Kunsthistorisches Museum de Vienne                  |
|         | Portrait du prince Frédéric-Henri d'Orange-Nassau                                                                     | 1628           | 114 × 96,5 cm                           | Musée                                                               | Musée d'art de Baltimore                            |
|         | L'Évêque Jan van Malderen                                                                                             | 1628           | 125 × 97 cm huile sur bois              | Musée                                                               | Fondation de la Banque Santander, Madrid            |
|         | La Vierge intercesseure                                                                                               | 1628-1629      | 119 × 102 cm                            | Musée                                                               | Washington, National Gallery of Art                 |
|         | Le Christ au roseau                                                                                                   | 1628-1630      | 112 × 93 cm                             | Musée                                                               | Musée d'Art de l'université de Princeton            |
|         | Portrait d'une Dame en noir                                                                                           | 1628-1630      | 126 × 92 cm                             | Base RKD                                                            | Gemäldegalerie Alte Meister, Dresde                 |
|         | Le Christ en Croix | 1628-1630      | 147 × 115 cm                            | Musée                                                               | Kunsthistorisches Museum de Vienne                  |
|         | Le Christ en Croix | 1628-1630      | 400 × 292 cm                            | Base RKD                                                            | Église Saint-Michel de Gand                         |
|         | La Capture de Samson                                                                                                  | 1628-1630      | 146 × 254 cm                            | Musée                                                               | Kunsthistorisches Museum de Vienne                  |
|         | Portrait en pied de l'homme d'affaires portugais Philip de Godines (Pendant de Sebilla van den Berghe)                | 1628-1632      | 211 × 136 cm                            | Base RKD                                                            | Alte Pinakothek, Munich                             |
|         | Sebilla van den Berghe (pendant de Filips Godines)                                                                    | 1628-1632      | 211 × 136 cm                            | Base RKD                                                            | Alte Pinakothek, Munich                             |
|         | Portrait d'homme | 1628-1632      | 112 × 100 cm                            | Musée                                                               | Madrid, musée du Prado                              |
|         | Portrait d'homme dit Portrait de Rhodokanakis-Giustiniani de Chios                                                    | 1628-1632      | 117 × 97 cm                             | Musée                                                               | Dresde, Gemäldegalerie                              |
|         | Renaud et Armide | 1629           | 235,3 × 228,7 cm                        | Musée                                                               | Baltimore, Museum of Art                            |
|         | La Vierge à l'enfant avec sainte Rosalie, saint Pierre et saint Paul                                                  | 1629           | 275 × 210 cm                            | Musée                                                               | Kunsthistorisches Museum de Vienne                  |
|         | La Lamentation sur le corps du Christ                                                                                 | 1629           | 303 × 225 cm                            | Musée                                                               | Musée royal des Beaux-Arts d'Anvers                 |
|         | Pietà | 1629           | 114 × 100 cm                            | Musée                                                               | Madrid, musée du Prado                              |
|         | Le Peintre Jan de Wael et sa femme Gertrude de Jode                                                                   | 1629           | 125 × 140 cm                            | Musée                                                               | Alte Pinakothek, Munich                             |
|         | Portrait de Charles Scribani S. J. (1561-1629)                                                                        | 1629           | 104 × 117 cm                            | Musée                                                               | Kunsthistorisches Museum de Vienne                  |
|         | Les Fiançailles mystiques du bienheureux Joseph Hermann avec la Vierge Marie                                          | 1629-1630      | 160 × 128 cm                            | Musée                                                               | Kunsthistorisches Museum de Vienne                  |
|         | Le Repos pendant la fuite en Égypte dit La Madone aux Perdrix                                                         | 1629-1632      | 215 × 285 cm                            | Musée avec Paul de Vos                                              | Musée de l'Ermitage, Saint-Pétersbourg              |
|         | Les Amours de Renaud et Armide                                                                                        | 1629-1632      | 133 × 109 cm                            | Base Atlas                                                          | Musée du Louvre, à Paris                            |
|         | La Charité | 1630           | 141 × 105 cm                            | Musée                                                               | Dulwich Picture Gallery près de Londres             |
|         | Portrait de Philippe Le Roy                                                                                           | 1630           | 213 × 114,5 cm                          | Musée                                                               | Londres, Wallace Collection                         |
|         | Portrait de femme | 1630           |                                         | à référencer                                                        | Musée national de Gdansk                            |
|         | Portrait d'un gentilhomme en noir                                                                                     | 1630           | 138 × 109 cm                            | Collection                                                          | Collection Philip Mould Ltd                         |
|         | Portrait de Marie-Louise de Tassis                                                                                    | 1630           | 120 × 93 cm                             | à référencer                                                        | Musée Liechtenstein, Vienne                         |
|         | Portrait de William Laud, archevêque de Canterbury                                                                    | 1630           | 122 × 93 cm                             | Musée                                                               | Musée de l'Ermitage, Saint-Pétersbourg              |
|         | Christ sur la croix                                                                                                   | 1630           |                                         | Site de la Cathédrale                                               | Cathédrale Saint-Rombaut, Malines                   |
|         | La Vierge aux donateurs                                                                                               | 1630           | 250 × 191 cm                            | Base Atlas                                                          | Musée du Louvre, à Paris                            |
|         | Portrait d'homme | 1630           | 105 × 84 cm                             | Musée                                                               | Toledo, Museum of Art                               |
|         | La Vierge à l'enfant avec des anges musiciens                                                                         | 1630           | 163,5 × 136 cm                          | Musée                                                               | New Haven, The Yale University Art Gallery          |
|         | La Vierge à l'enfant avec sainte Catherine d'Alexandrie                                                               | 1630           | 109 × 91 cm                             | Musée                                                               | New York, Metropolitan Museum of Art                |
|         | Portrait de François Langlois                                                                                         | 1630           | 98 × 80 cm                              | Musée                                                               | Londres, National Gallery                           |
|         | Portrait de jeune homme                                                                                               | 1630           | 111 × 85 cm                             | Musée                                                               | Kunsthistorisches Museum de Vienne                  |
|         | Portrait d'homme | 1630           | 71 × 59 cm                              | Collection                                                          | Royal Collection                                    |
|         | Portrait de Zeger Van Hontsum                                                                                         | 1630           | 108 × 84 cm                             | Collection                                                          | Palais de Buckingham Royal Collection               |
|         | Le Mariage mystique de sainte Catherine                                                                               | 1630           | 126 × 119,5 cm                          | Collection                                                          | Palais de Buckingham Royal Collection               |
|         | Portrait de dames d'honneur de la reine Henriette Marie : Anne Killigrew, Mme George Kirke et Charlotte, Lady Strange | 1630           | 131,5 × 150,5 cm                        | Musée                                                               | musée de l'Ermitage, Saint-Pétersbourg              |
|         | Portrait de Paulus Pontius                                                                                            | 1630           | 91 x 65.5 cm                            |                                                                     | Musée d'Israël, Jérusalem                           |
|         | Portrait de Johannes Baptista Franck                                                                                  | 1630-1632      | 75 × 59 cm                              | Base RKD                                                            | Rijksmuseum, Amsterdam                              |
|         | Portrait de Lucas Vorsterman l'Ancien                                                                                 | 1630-1632      | 74 × 60 cm                              | Musée                                                               | Museu Nacional de Arte Antiga, Lisbonne             |
|         | Saint Sébastien secouru par les anges                                                                                 | 1630-1632      | 198 × 145 cm                            | Base Atlas                                                          | Paris, musée du Louvre                              |
|         | La Vierge à l'Enfant                                                                                                  | 1630-1632      | 154 × 116 cm                            | Musée                                                               | Dulwich Picture Gallery                             |
|         | Vénus demande à Vulcain de forger des armes pour Énée                                                                 | 1630-1632      | 220 × 145 cm                            | Base Atlas                                                          | Musée du Louvre, Paris                              |
|         | Portrait de Pieter Symonsz Potter                                                                                     | 1630-1632      | 114,6 × 95 cm                           | Musée                                                               | Musée des beaux-arts de Boston                      |
|         | La Vierge à l'enfant                                                                                                  | 1630-1632      | 126 × 114,5 cm                          | Musée                                                               | Baltimore, Walters Art Museum                       |
|         | Portrait de jeune femme                                                                                               | 1630-1632      | 117,5 × 93 cm                           | Musée                                                               | Kunsthistorisches Museum de Vienne                  |
|         | Thétis recevant d'Héphaïstos les armes pour Achille                                                                   | Vers 1630-1632 | 117 × 156 cm                            | Musée                                                               | Vienne, Kunsthistorisches Museum                    |
|         | Saint François d'Assise en extase                                                                                     | 1630-1632      | 120 × 97 cm                             | Musée                                                               | Kunsthistorisches Museum, Vienne                    |
|         | Le Temps coupant les ailes de l'Amour                                                                                 | 1630-1632      | 182 × 125 cm                            | Presse Linternaute                                                  | Musée Jacquemart-André, Paris                       |
|         | La Vierge à l'enfant                                                                                                  | 1630-1632      | 117 × 98 cm                             | Royal Collection                                                    | Palais de Buckingham, Royal Collection              |
|         | Portrait de jeune homme en armure avec un foulard rouge                                                               | 1630-1632      | 90 × 70 cm                              | Base RKD                                                            | Dresde, Gemäldegalerie                              |
|         | Portrait de Michel Le Blon                                                                                            | 1630-1635      | 78 × 61 cm                              | Musée                                                               | Toronto, Art Gallery of Ontario                     |
|         | Portrait de Marie de Médicis                                                                                          | 1631           | 225 x 140 cm                            | Base Joconde                                                        | Musée des beaux-arts de Bordeaux                    |
|         | Portrait d'une dame de qualité                                                                                        | 1631           | huile sur bois 83 × 66 cm               | Musée                                                               | Musée des beaux-arts de Rouen                       |
|         | Portrait de Marie de Raet                                                                                             | 1631           | 213 × 114 cm                            | Musée                                                               | The Wallace Collection, Londres                     |
|         | Portrait de Jacques Le Roy                                                                                            | 1631           | 118 × 101 cm                            | Musée                                                               | Musée Thyssen-Bornemisza, Madrid                    |
|         | Portrait du peintre manchot Marten Rijckaert                                                                          | 1631           | 148 × 113 cm                            | Musée                                                               | Musée du Prado, Madrid                              |
|         | Portrait d'Amélie de Solms-Braunfels                                                                                  | 1631-1632      | 105 × 91 cm                             | Musée                                                               | Musée du Prado, Madrid                              |
|         | Portrait de Frédéric-Henri d'Orange-Nassau, prince d'Orange                                                           | 1631-1632      | 110 × 95 cm                             | Musée                                                               | Musée du Prado, Madrid                              |
|         | Le miracle de la mule                                                                                                 |                | 326 × 191 cm                            | Base Joconde                                                        | Toulouse, musée des Augustins                       |

## Période anglaise (1632 - 1641)
| Tableau | Titre                                                                                              | Date           | Dimensions       | Référence                              | Lieu de conservation                                             |
| ------- | -------------------------------------------------------------------------------------------------- | -------------- | ---------------- | -------------------------------------- | ---------------------------------------------------------------- |
|         | Portrait d'Henry Percy, futur Lord Percy d'Alnwick                                                 | 1631- 1632     | 137 × 119 cm     | Base RKD                               | Petworth House, Sussex                                           |
|         | Portrait de Frances Devereux, comtesse d'Hertford puis duchesse de Somerset                        | 1632           | 120 × 96 cm      | Catalogue Sotheby's                    | Vente Sotheby's Boston, juillet 2014                             |
|         | Portrait de Philip, Lord Wharton                                                                   | 1632           | 133 × 106 cm     | Musée                                  | National Gallery of Art, Washington                              |
|         | Portrait de Charles Ier d'Angleterre et de sa femme Henriette-Marie de France                      | 1632           | 113 × 163 cm     | Base RKD                               | Musée de l'archidiocèse de Kroměříž, République tchèque          |
|         | Portrait de Jacques Ier d'Angleterre                                                               | 1632           | 239 × 148,5 cm   | Royal Collection                       | Château de Windsor, Royal Collection                             |
|         | Portrait d'Henriette-Marie de France                                                               | 1632           | 109 × 86 cm      | Royal Collection                       | Palais de Buckingham, Royal Collection                           |
|         | Portrait d'Henriette-Marie de France                                                               | 1632           | 123,5 × 97 cm    | Base RKD                               | Dresde, Gemäldegalerie                                           |
|         | Portrait d'Inigo Jones                                                                             | 1632-1633      | 64,5 × 53 cm     | Musée                                  | Musée de l'Ermitage, Saint-Pétersbourg                           |
|         | Autoportrait au tournesol                                                                          | 1632-1633      | 58,4 × 73 cm     |                                        | Collection particulière                                          |
|         | Robert Rich, second comte de Warwick                                                               | 1632-1635      | 208 × 128 cm     | Musée                                  | Metropolitan Museum of Art, à New York                           |
|         | Portrait de Charles Ier (1600-1649) en habit de l'ordre de la Jarretière                           | 1632-1635      | 123 × 96,5 cm    | Musée                                  | Dresde, Gemäldegalerie                                           |
|         | Henriette-Marie de France                                                                          | 1632-1635      | 109 × 83 cm      | Musée                                  | National Portrait Gallery, Londres                               |
|         | Portrait d'Henri Danvers, 1er Comte de Danby (1573-1644) en habit de chevalier de la Jarretière    | 1632-1641      | 223 × 130 cm     | Musée                                  | Musée de l'Ermitage, Saint-Pétersbourg                           |
|         | La reine Henriette Marie et son nain, Sir Jeffrey Hudson                                           | 1633           | 220 × 135 cm     | Musée                                  | Washington, The National Gallery of Art                          |
|         | Portrait de Venetia Digby sur son lit de mort                                                      | 1633           | 74 × 82 cm       | Musée                                  | Dulwich Picture Gallery, Londres                                 |
|         | Charles Ier à cheval avec Monsieur de Saint Antoine                                                | 1633           | 368 × 270 cm     | Royal Collection                       | Château de Windsor, Windsor                                      |
|         | Sir Endymion Porter et Antoine van Dyck                                                            | 1633           | 119 × 144 cm     | Musée                                  | Musée du Prado, Madrid                                           |
|         | Portrait d'Olivia Boteler Porter                                                                   | 1633           |                  | Art UK                                 | Bowes Museum                                                     |
|         | Portrait d'Henry, prince de Galles                                                                 | 1633           | 216 × 120,5 cm   | Royal Collection                       | Royal Collection                                                 |
|         | Charles Ier et son épouse Henriette-Marie de France avec leurs enfants Charles et Élisabeth        | 1633           |                  | Royal Collection                       | Palais de Buckingham                                             |
|         | Thomas Wentworth, 1er comte de Strafford                                                           | 1633           | 124 × 108 cm     | Musée                                  | National Portrait Gallery, Londres                               |
|         | Portrait d'Arthur Godwin                                                                           | 1633           |                  | Catalogue d'exposition                 | Chatsworth House                                                 |
|         | Portrait de James Stuart, duc de Lennox, en berger Pâris                                           | 1633-1634      | 107 × 84 cm      | Base Atlas                             | Musée du Louvre, à Paris                                         |
|         | Portrait de Venetia, Lady Digby (1600-1633) en Prudence                                            | 1633-1634      | 101 × 80 cm      | Musée                                  | National Portrait Gallery, Londres                               |
|         | Portrait de William Feilding, premier comte de Denbigh                                             | 1633-1634      | 247,5 × 148,5 cm | Musée                                  | Londres, National Gallery                                        |
|         | Marquis Francisco de Moncada                                                                       | 1633-1634      | 115 × 86 cm      | Musée                                  | Vienne, Kunsthistorisches Museum                                 |
|         | Portrait en pied de James Stuart, duc de Lennox et Richmond, en habit de l'Ordre de la Jarretière  | 1633-1635      | 216 × 130 cm     | Musée                                  | Metropolitan Museum of Art, à New York                           |
|         | Portrait de James Stuart, duc de Lennox et Richmond                                                | 1633-1635      |                  | Base artUK                             | Kenwood House, Londres                                           |
|         | Une Dame de la famille Spencer                                                                     | 1633-1638      | 207,5 × 127,5 cm | Musée                                  | Tate Britain, Londres                                            |
|         | Portrait de Gaston de France                                                                       | 1634           | 194 × 118 cm     | Base Joconde                           | Musée Condé, Chantilly                                           |
|         | Portrait de Philippe II François d'Este, marquis de Lanzo anciennement nommé Rupert de Palatinat   | 1634           | 175 × 95 cm      | Catalogue du Musée                     | Kunsthistorisches Museum de Vienne                               |
|         | Portrait de Carlo Emanuele d'Este anciennement nommé Charles Louis de Palatinat                    | 1634           | 175 × 95 cm      | Base RKD                               | Kunsthistorisches Museum de Vienne                               |
|         | Diego de Mexía, Marquis de Leganés                                                                 | 1634           | 200 × 125 cm     | Musée                                  | Fondation de la Banque Santander, Madrid                         |
|         | Portrait de César-Alexandre Scaglia                                                                | 1634           | 200,5 × 123 cm   | Musée                                  | National Gallery, Londres                                        |
|         | Diego Felipe de Guzmán, marquis de Leganés                                                         | 1634           | 210 × 119 cm     | Musée                                  | musée national de l'art occidental, Tokyo                        |
|         | Femme âgée                                                                                         | 1634           | 117 × 93 cm      | Base RKD                               | Kunsthistorisches Museum de Vienne                               |
|         | Portrait équestre du prince Thomas de Savoie-Carignan                                              | 1634           | 315 × 236 cm     | Base RKD                               | Galerie Sabauda (Turin)                                          |
|         | Portrait de Thomas de Savoie, prince de Carignan                                                   |                | 40 × 32 cm       | Base Joconde                           | Château de Versailles                                            |
|         | Portrait d'Henri II de Lorraine                                                                    | 1634           | 204,5 × 124 cm   | Musée                                  | National Gallery of Art, Washington                              |
|         | Portrait de Marguerite de Lorraine                                                                 | 1634           | 203 × 115 cm     | Musée                                  | Musée des Offices, Florence                                      |
|         | Portrait du cardinal-infant Ferdinand d'Autriche                                                   | 1634           | 107 × 106 cm     | Musée                                  | Musée du Prado, Madrid                                           |
|         | Portrait de Jacomo de Cachiopin                                                                    | 1634           | 111 × 84 cm      | Musée                                  | Kunsthistorisches Museum de Vienne                               |
|         | Déploration                                                                                        | 1634           | 109 × 149 cm     | Base RKD                               | Alte Pinakothek, Munich                                          |
|         | Portrait de Thomas-François de Savoie-Carignan                                                     | 1634           | 114,5 × 105 cm   | Bildindex                              | Gemäldegalerie (Berlin)                                          |
|         | Portrait de Philip Herbert, quatrième comte de Pembroke                                            | 1634           | 105 × 83 cm      | Musée                                  | National Gallery of Victoria, Melbourne                          |
|         | L'abbé Cesar Allessandro Scaglia adorant la Vierge et l'Enfant                                     | 1634-1635      | 106,5 × 120 cm   | Musée                                  | National Gallery Londres                                         |
|         | Portrait du peintre Quinten Simons                                                                 | 1634-1635      | 98 × 84 cm       | Musée                                  | Cabinet Royal de Peintures, Mauritshuis, La Haye                 |
|         | Portrait équestre de Francisco de Moncada                                                          | 1634-1635      | 305 × 242 cm     | Musée                                  | Musée du Louvre, Paris                                           |
|         | Portrait de jeune homme                                                                            | 1634-1635      | 79 × 63,5 cm     | Musée                                  | musée de l'Ermitage, Saint-Pétersbourg                           |
|         | Portrait de femme                                                                                  | 1634-1635      | 208 × 118 cm     | Royal Collection                       | Château de Windsor, Royal Collection                             |
|         | La Déploration du Christ ou La Lamentation sur le corps du Christ                                  | 1634-1635      | 115 × 208 cm     | Base RKD                               | Musée royal des beaux-arts d'Anvers                              |
|         | Portrait de Lady Dorothy Dacre                                                                     | vers 1638-1640 | 126 × 101 cm     | Musée                                  | Fondation Bemberg, Toulouse                                      |
|         | Déploration du Christ                                                                              | 1634-1640      |                  | Musée                                  | Musée des Beaux Arts, Bilbao                                     |
|         | Portrait de Catherine Murray, comtesse de Dysart, première Dame de Ham House                       | 1635           | 109 × 84 cm      | Collection                             | Philip Mould Ltd                                                 |
|         | Les Trois enfants aînés de Charles Ier : Charles, Marie-Henriette et Jacques                       | 1635           | 151 × 154 cm     | Base RKD                               | Turin, Galleria Sabauda                                          |
|         | Le futur Charles II, ses sœurs et son épagneul                                                     | 1635           | 151 × 134 cm     | Royal Collection                       | Royal Collection, château de Windsor                             |
|         | George Villiers et Lord Francis Villiers                                                           | 1635           | 186,5 × 137 cm   | Royal Collection                       | Royal Collection, Château de Windsor                             |
|         | Triple portrait de Charles Ier                                                                     | 1635           | 84,5 × 99,5 cm   | Royal Collection                       | Château de Windsor                                               |
|         | Philip Herbert et sa famille                                                                       | 1635           | 330 × 510 cm     | Tate Gallery                           | Collection du comte de Pembroke, Wilton House, Wiltshire         |
|         | Charles Ier à la chasse                                                                            | 1635           | 266 × 207 cm     | Base Joconde                           | Musée du Louvre, Paris                                           |
|         | Portrait de Christian Cavendish, comtesse de Devonshire                                            | 1635           | 211 × 131 cm     | Musée                                  | Columbus, Museum of Art                                          |
|         | Portrait de Mrs Olivia Porter                                                                      | 1635           | 137 × 110 cm     |                                        | Syon House, Londres                                              |
|         | Portrait d'une dame                                                                                | 1635           | 140 × 107 cm     | Musée                                  | Pinacothèque de Brera                                            |
|         | Portrait de Béatrix de Cusance, princesse de Cantecroix                                            | 1635           | 209 × 121,5 cm   | Royal Collection                       | Château de Windsor, Royal Collection                             |
|         | Portrait équestre de Charles Ier (peinture préparatoire)                                           | 1635-1636      | 96 × 86 cm       | Royal Collection                       | Château de Hampton Court, Royal Collection                       |
|         | Portrait de John Belasyse, plus tard Lord Belasyse of Worlaby                                      | 1635-1637      | 99 × 79 cm       | Base RKD                               | Collection privée 2015 Vente Robilant & Voena, London            |
|         | Famille d'Oliver St. John, comte de Bolingbroke                                                    | 1635-1638      | 113 × 161 cm     | Base RKD                               | Detroit Institute of Arts                                        |
|         | Portrait de femme tenant une rose                                                                  | 1635-1639      | 101,5 × 79,5 cm  | Musée                                  | Boston, Isabella Stewart Gardner Museum                          |
|         | Portrait équestre de Charles Ier                                                                   | 1635-1640      | 123 × 85 cm      | Musée                                  | Musée du Prado, Madrid                                           |
|         | Thomas Wentworth, 1er Comte de Strafford                                                           | 1636           | 135 × 108 cm     | National Trust                         | Petworth House, Sussex                                           |
|         | Portrait de Charles Ier roi d'Angleterre, d'Écosse et d'Irlande en habit royal                     | 1636           | 248 × 153,5 cm   | Royal Collection                       | Royal Collection, Château de Windsor                             |
|         | Portrait de Mary Villiers, Lady Herbert de Shurland (1622-1685)                                    | 1636           | 102 × 84 cm      | Collection                             | collection Philip Mould Ltd                                      |
|         | Portrait d'Anne, comtesse de Clanbrassil                                                           | 1636           | 212 × 127,5 cm   | Musée                                  | Frick Collection, New York                                       |
|         | Portrait de James Stanley, septième comte de Derby, et sa famille                                  | 1636           | 246 × 214 cm     | Musée                                  | Frick Collection, New York                                       |
|         | Portrait du prince palatin Robert                                                                  | 1636-1637      | 206 × 129,5 cm   | Musée                                  | Baltimore, Walters Art Museum                                    |
|         | Portrait d'Everhard Jabach                                                                         | 1636-1637      | 113 × 91 cm      | Musée                                  | musée de l'Ermitage, à Saint-Pétersbourg                         |
|         | Portrait de Mary Villiers, duchesse de Richmond et de Lennox                                       | 1636-1638      |                  |                                        | Collection particulière                                          |
|         | La Comtesse Catherine de Chesterfield et la Comtesse Lucy de Huntingdon avec l'atelier de Van Dyck | 1636-1640      | 130 × 150 cm     | Musée                                  | Centre d'art britannique de Yale                                 |
|         | Portrait des princes palatins                                                                      | 1637           | 132 × 152 cm     | Musée                                  | Musée du Louvre, Paris                                           |
|         | Portrait de Charles Louis du Palatinat                                                             | 1637           |                  | Exposition à Ferrare en 1999           | Collection privée                                                |
|         | Portrait du prince Rupert du Rhin                                                                  | 1637           | 175 × 95 cm      | Collection Mould                       | Collection Philipp Mould Ltd                                     |
|         | Portrait d'Élisabeth et d'Anne d'Angleterre, esquisse                                              | 1637           | 30 × 42 cm       | Musée                                  | Edimbourg, Galerie nationale d'Écosse                            |
|         | Les Cinq Enfants de Charles Ier                                                                    | 1637           | 132 × 198 cm     | Royal Collection                       | Château de Windsor, Royal Collection de la reine Élisabeth II    |
|         | Charles Louis, Électeur Palatin                                                                    | 1637           | 83 × 102 cm      | Musée                                  | Musée des beaux-arts de Houston                                  |
|         | Portrait de profil de la reine Henriette-Marie de France                                           | 1637           | 63 × 48 cm       | Musée                                  | Memphis Brooks Museum of Art                                     |
|         | Portrait d'homme                                                                                   | 1637           | 133 × 95 cm      | Base RKD                               | Galerie Palatine, Florence                                       |
|         | Lucy Percy, Comtesse de Carlisle                                                                   | 1637           |                  | Exposition à la Tate Britain, Londres  | Collection de la comtesse de Fitzwilliam's Chattels              |
|         | Portrait de Lady Elizabeth Thimbelby et de sa sœur, la vicomtesse Andover                          | 1637           | 132 × 149 cm     | Musée                                  | National Gallery, Londres                                        |
|         | Portrait de la princesse Marie d'Angleterre, fille de Charles Ier                                  | 1637           | 132,1 × 106,3 cm | Musée                                  | Musée des beaux-arts de Boston                                   |
|         | Portrait de Mary Villiers, duchesse de Richmond et de Lennox                                       | 1637           | 186,5 × 137 cm   | Royal Collection                       | Château de Windsor, Royal Collection                             |
|         | Portrait équestre de Charles Ier                                                                   | 1637-1638      | 367 × 292 cm     | Musée                                  | National Gallery, Londres                                        |
|         | Mountjoy Blount, Comte de Newport                                                                  | 1637-1638      | 215 × 129 cm     | Musée                                  | Centre d'art britannique de Yale                                 |
|         | Portrait de Mary, Lady Killigrew et d'une femme inconnue                                           | 1638           | 127 × 145 cm     | Exposition Musée Jacquemart-André 2008 | Collection du duc de Marlborough Palais de Blenheim, Oxfordshire |
|         | Portrait de Sir William Killigrew                                                                  | 1638           | 105 × 84 cm      | Musée                                  | Tate Britain, Londres                                            |
|         | Portrait de Mary Hill, Lady Killigrew                                                              | 1638           | 106,5 × 83 cm    | Musée                                  | Tate Britain, Londres                                            |
|         | Portrait de Diana Cecil, comtesse d'Oxford                                                         | 1638           | 107 × 86 cm      | Musée                                  | Musée du Prado, Madrid                                           |
|         | Thomas Killigrew et peut-être Lord William Crofts                                                  | 1638           | 133 × 144 cm     | Royal Collection                       | Palais de Buckingham                                             |
|         | Portrait d'Henriette-Marie de France, vue de face                                                  | 1638           | 78,5 × 66 cm     | Royal Collection                       | Château de Windsor                                               |
|         | Portrait d'Henriette-Marie de France, reine d'Angleterre, de profil                                | 1638           |                  | Royal Collection                       | Royal Collection                                                 |
|         | Portrait de Charles Ier, roi d'Angleterre                                                          | 1638           | 219 × 130 cm     | Musée Pendant du portrait de la reine  | Musée de l'Ermitage, Saint-Pétersbourg                           |
|         | Portrait d'Henriette d'Angleterre                                                                  | 1638           | 220 × 131,5 cm   | Musée Pendant du portrait du roi       | Saint-Pétersbourg, musée de l'Ermitage                           |
|         | Portrait d'Isabella Edmonds, Lady de la Warr                                                       | 1638           | 213,4 × 137,2 cm | Musée                                  | Musée des beaux-arts de Boston                                   |
|         | Portrait de Catherine Howard, Lady d'Aubigny                                                       | 1638           | 106,5 × 85,5 cm  | Musée                                  | Washington, The National Gallery of Art                          |
|         | Portrait de Lord John Stuart et de son frère Lord Bernard Stuart, devenu comte de Lichfield        | 1638           | 237,5 × 146 cm   | Musée                                  | National Gallery Londres                                         |
|         | Portrait de George Digby, deuxième comte de Bristol                                                | 1638           | 103 × 83 cm      | Musée                                  | Dulwich Picture Gallery, Londres                                 |
|         | Portrait allégorique de Rachel de Ruvigny, comtesse de Southampton, en Fortune                     | 1638           | 219,5 × 132,5 cm | Musée                                  | Cambridge, The Fitzwilliam Museum                                |
|         | Portrait de Lord George Stuart, seigneur D'Aubigny                                                 | 1638           | 218,5 × 133,5 cm | Musée                                  | National Portrait Gallery, Londres                               |
|         | Le Duc d'Arenberg                                                                                  | 1638           |                  | Référence à trouver                    | Collection du comte de Leicester, Holkham Hall                   |
|         | Portrait de Margaret Lemon                                                                         | 1638           | 93 × 78 cm       | Royal Collection                       | Château de Hampton Court, Royal Collection                       |
|         | Portrait d'un gentilhomme anglais                                                                  | 1638           | 133 × 95 cm      | Base RKD                               | Palais Pitti, Galerie Palatine Florence                          |
|         | Portrait de Sir John Suckling                                                                      | 1638           | 216,5 × 130 cm   | Musée                                  | Frick Collection, New York                                       |
|         | Portrait de William Laud, archevêque de Canterbury                                                 | 1638           | 121,5 × 97 cm    | Base RKD                               | Cambridge, The Fitzwilliam Museum                                |
|         | Portrait de Pomponne II de Bellièvre                                                               | 1638-1639      | 137 × 110,5 cm   | Musée                                  | Seattle Art Museum                                               |
|         | Portrait présumé de William Howard                                                                 | 1638-1640      | 107 × 82 cm      | Musée                                  | Musée d'art de São Paulo                                         |
|         | Portrait d'Everhard Jabach                                                                         | 1638-1640      | 106 × 84 cm      | Exposition Louvre 2013                 | Collection Luigi Koeliker                                        |
|         | Portrait de Thomas Chaloner, régicide                                                              | 1638-1640      | 104 × 81,5 cm    | Base RKD                               | Musée de l'Ermitage, Saint-Pétersbourg                           |
|         | Portrait de Lady Jane Goodwin                                                                      | 1639           | 132,5 × 106 cm   | Musée                                  | Musée de l'Ermitage, Saint-Pétersbourg                           |
|         | Portrait de Sir Thomas Wharton                                                                     | 1639           | 217 × 128,5 cm   | Musée                                  | Saint-Pétersbourg, musée de l'Ermitage                           |
|         | L'enfant Jésus et le petit saint Jean                                                              | 1639           | 76 × 60,5 cm     | Royal Collection                       | Château de Hampton Court, Royal Collection                       |
|         | Portrait Madagascar de Thomas Howard et de sa femme Alathea Talbot                                 | 1639-1640      | 124 × 202 cm     |                                        | Kunsthistorisches Museum de Vienne                               |
|         | Portrait de Thomas Howard, comte d'Arundel et de sa femme Alathea Talbot                           | 1639-1640      |                  |                                        | Collection du duc de Norfolk, Château d'Arundel                  |
|         | Amour et Psyché                                                                                    | 1639-1640      | 200 × 192,5 cm   | Royal Collection                       | Château de Hampton Court                                         |
|         | Portrait d'Elizabeth et Philadelphia Wharton                                                       | 1640           | 162 × 130 cm     | Musée                                  | Musée de l'Ermitage, Saint-Pétersbourg                           |
|         | Portrait allégorique de Rachel de Ruvigny, comtesse de Southampton, en Fortune                     | 1640           | 222,5 × 131,5 cm | Musée                                  | Melbourne, National Gallery of Victoria                          |
|         | Portrait de Charles Seton, deuxième comte de Dunfermline                                           | 1640           | 220,5 × 134 cm   | Musée                                  | Galerie nationale d'Écosse, Édimbourg                            |
|         | Mary Ruthven, Lady van Dyck                                                                        | 1640           | 104 × 81 cm      | Musée                                  | Musée du Prado, Madrid                                           |
|         | Autoportrait                                                                                       | 1640           | 56 × 46 cm       | Musée                                  | National Portrait Gallery, Londres                               |
|         | Autoportrait                                                                                       | 1640           | 60 × 47 cm       | Collection Mould                       | Collection Philip Mould Ltd                                      |
|         | James Hamilton, 1er Duc d'Hamilton, Royaliste                                                      | 1640           | 216 × 133 cm     | Musée                                  | Galerie nationale d'Écosse, Edinbourg                            |
|         | Portrait de Kenelm Digby                                                                           | 1640           | 117 × 91,5 cm    | Musée                                  | National Portrait Gallery, Londres                               |
|         | Portrait d'Edmund Verney                                                                           | 1640           | 135,5 × 108 cm   | Musée                                  | National Portrait Gallery, Londres                               |
|         | Jean-Charles della Faille, de la Compagnie de Jésus                                                | 1640           | 131 × 118 cm     | Musée                                  | Musée Oldmasters, Bruxelles                                      |
|         | Portrait d'Alexandre della Faille, secrétaire de la ville d'Anvers                                 | 1640           | 111 × 97 cm      | Musée                                  | Musée Oldmasters, Bruxelles                                      |
|         | Portrait de John Finch, 1er baron Finch                                                            | 1640           | 127 × 102 cm     | Musée                                  | National Portrait Gallery, Londres                               |
|         | Henry Rich, 1er comte de Holland                                                                   | 1640           | 127 × 107 cm     | Musée                                  | National Portrait Gallery, Londres                               |
|         | Richard Boyle, Ier comte de Burlington and 2e comte de Cork                                        | 1640           | 51 × 38 cm       | Musée                                  | National Portrait Gallery, Londres                               |
|         | Portrait du prince Guillaume d'Orange-Nassau et de sa future épouse Marie-Henriette Stuart         | 1641           | 182,5 × 142 cm   | Musée                                  | Rijksmuseum, Amsterdam                                           |
|         | Alexander Henderson, presbytérien et diplomate                                                     | 1641           | 127 × 105,5 cm   | Musée                                  | Galerie nationale d'Écosse, Édimbourg                            |
|         | Portrait posthume d'Henri Percy, en costume de philosophe                                          | 1641           | 127 × 105,5 cm   | Commandé par son fils Algernon Percy   | Petworth House                                                   |
|         | Amour                                                                                              |                | 127 × 92 cm      | Catalogue de Collection                | Collection Bentinck-Thyssen, Luxembourg                          |